# Гексагидроксохромат(III) натрия
Гексагидроксохромат(III) натрия — неорганическое соединение, комплексный гидроксид металлов хрома и натрия с формулой Na3[Сr(OH)6], зелёное аморфное вещество, растворимое в щелочных растворах.

## Получение
- Растворение гидроксида хрома(III) в концентрированном растворе едкого натра:

{\displaystyle {\mathsf {Cr(OH)_{3}+3NaOH\ {\xrightarrow {}}\ Na_{3}[Cr(OH)_{6}]}}}
- Реакция растворимой соли трёхвалентного хрома в концентрированном растворе едкого натра:

{\displaystyle {\mathsf {Cr_{2}(SO_{4})_{3}+12NaOH\ {\xrightarrow {}}\ 2Na_{3}[Cr(OH)_{6}]+3Na_{2}SO_{4}}}}
• Растворение хромита в водном растворе гидроксида натрия на воздухе:
{\displaystyle {\ce {4Fe(CrO2)2 + 24NaOH + 14 H2O + O2 -> 8Na3[Cr(OH)6] + 4FeO(OH)}}}

## Физические свойства
Гексагидроксохромат(III) натрия образует зелёное аморфное вещество.

## Химические свойства
- Разлагается при нагревании:

{\displaystyle {\mathsf {Na_{3}[Cr(OH)_{6}]\ {\xrightarrow {200^{o}C}}\ CrO(OH)+3NaOH+H_{2}O}}}
{\displaystyle {\mathsf {Na_{3}[Cr(OH)_{6}]\ {\xrightarrow {400^{o}C}}\ NaCrO_{2}+2NaOH+2H_{2}O}}}
- При разбавлении или кипячении медленно разлагается:

{\displaystyle {\mathsf {Na_{3}[Cr(OH)_{6}]\ {\xrightarrow {\tau ,90^{o}C}}\ Cr(OH)_{3}\downarrow +3NaOH}}}
- Реагирует с разбавленной соляной кислотой:

{\displaystyle {\mathsf {Na_{3}[Cr(OH)_{6}]+3HCl\ {\xrightarrow {}}\ Cr(OH)_{3}\downarrow +3NaCl+3H_{2}O}}}
- Реагирует с концентрированной соляной кислотой:

{\displaystyle {\mathsf {Na_{3}[Cr(OH)_{6}]+6HCl\ {\xrightarrow {}}\ CrCl_{3}+3NaCl+6H_{2}O}}}
- Окисляется перекисью водорода:

{\displaystyle {\mathsf {2Na_{3}[Cr(OH)_{6}]+3H_{2}O_{2}\ {\xrightarrow {90^{o}C}}\ 2Na_{2}CrO_{4}+2NaOH+8H_{2}O}}}